# Sebastiano Cognolato

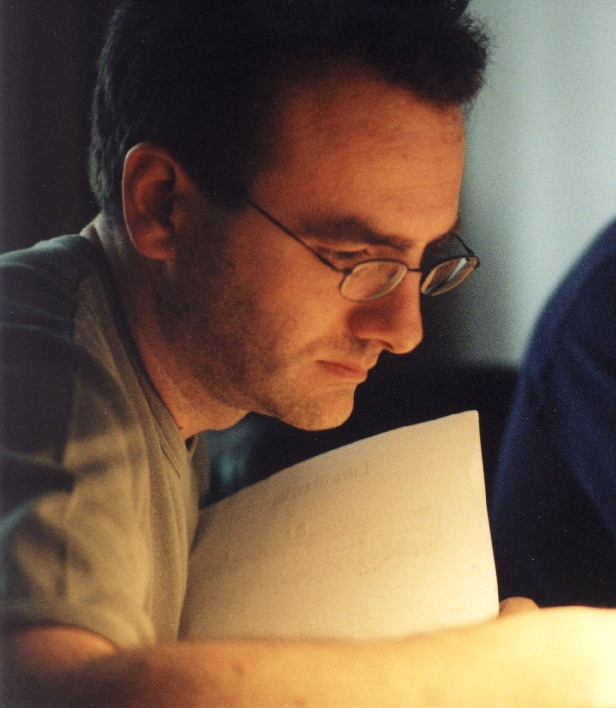
Sebastiano Cognolato

Sebastiano Cognolato (Milano, 1969) è un compositore italiano.

## Biografia
Nato nel 1969, dopo gli studi al Conservatorio Giuseppe Verdi di Milano si inserisce nel panorama della musica classica contemporanea affiancando compositori quali Lorenzo Ferrero e Ludovico Einaudi.
Noto anche con lo pseudonimo di Yae, ha composto opere di teatro musicale (tra cui Requiem Mediterraneo, allestito nel 2021 presso Triennale Milano Teatro con il patrocinio di UNHCR; Sgiansa!, una jail opera allestita nel 2018 presso il Teatro del Buratto Bruno Munari; SI DO REcycle, concerto per coro e orchestra d'archi ispirato al riciclo dei materiali usati, allestito nel marzo del 2022 da LaVerdi per la rassegna Crescendo in Musica presso l'Auditorium di Milano Fondazione Cariplo; Parallelo zero - Il volo dell'Angelo dei Bimbi, con la voce di Antonella Ruggiero, andata in scena nel 2000 al Piccolo Teatro di Milano).
Nella primavera del 2024, all'interno della rassegna Una Rete di Note, è stata allestita al Teatro Bruno Munari di Milano la sua opera Sis Apis (il mondo delle api come metafora delle buone pratiche), ispirata agli scritti e ai discorsi della senatrice a vita Liliana Segre. Nel corso della stessa rassegna ha anche curato il concerto Sognatrici, Sognatori, con la partecipazione de I Virtuosi del Teatro alla Scala che hanno eseguito in prima assoluta il suo brano Rocky Dreamers e accompagnato un chorus-flashmob dedicato alla senatrice. Liliana Segre è intervenuta al concerto e ha tenuto un discorso di apprezzamento dell'iniziativa e di incentivazione di musicisti, docenti e studenti. Il concerto è stato patrocinato da Gariwo la foresta dei Giusti.
Nel 2023 ha ideato e curato per Serate Musicali di Milano e Teatro del Buratto  la rassegna Allegro Sostenibile, interamente dedicata al tema della sostenibilità in musica, con due prime assolute: Spaghetti!, concerto da tavola per coro e orchestra d'archi dedicato alla sostenibilità in ambito alimentare, e Guarda come si fa il mare, concerto marino per coro e orchestra giovanile sulla sostenibilità degli ecosistemi marini, allestito con gli studenti del Liceo Musicale Carlo Tenca di Milano e sotto il patrocinio di Unesco e di WWF.
Compone inoltre musica sinfonica, da camera e per pianoforte; Sinfonia Casalinga, per percussioni e oggetti di casa, eseguita per la prima volta nel 2018 nella stagione del Teatro del Buratto Bruno Munari; Butterflies, suite per pianoforte e origami, eseguita per la prima volta nel 2015 per Green City Milano; #10 Pianos Street, suite per dieci pianoforti elaborati da street artists, allestita nel 2013, nel 2014, nel 2015 e nel 2016 presso la GAM per Piano City Milano, nel 2015 per l'inaugurazione della nuova Darsena di Milano, di Expo in Città e del nuovo Museo della Pietà Rondanini, nel 2017 da Brera Design District per la Milano Design Week, per Cult City Lombardia e per l'inaugurazione del nuovo Teatro del Buratto Bruno Munari; Ultramarine, ispirato alle ultime poesie di Raymond Carver).
Alcuni suoi lavori sono stati utilizzati nel mondo del cinema e della televisione (Zivago, con Keira Knightley, piuttosto che La banda dei Babbi Natale, con Aldo, Giovanni e Giacomo) o della Musica pop (Sacrarmonia
).
La sua canzone Festa!, cantata da Gabin Dabire è stata utilizzata da Unicef come charity project nel 2001.
I suoi lavori più recenti sono caratterizzati da una forte attenzione a temi di rilevanza sociale quali la sostenibilità, le problematiche legate alla diseguaglianza, il mondo carcerario e l'immigrazione. Il suo stile presenta una scrittura ricca di elementi extramusicali ed è caratterizzato dall'attenzione alla didattica, dall'utilizzo dell'alea, dall'inserimento di improvvisazioni e dall'interazione con il pubblico. Tra le altre opere: Sweet City Suite, del 2012, concepito per la tecnologia Disklavier e allestito presso il Museo del Novecento di Milano in occasione della prima edizione di Piano City Milano;  4al, suite modulare per quattro pianoforti eseguita per la prima vola nel progetto Brain Piano allestito alla Mediateca Santa Teresa di Milano nel 2014.
La sua musica è pubblicata dalle case editrici Sonzogno di Piero Ostali], RTI Music, Tranquilo, Rugginenti.
Vive a Milano.

## Filmografia
- Liberate i pesci!, regia di Cristina Comencini (2000) (collaborazione[34])
- Zivago, regia di Giacomo Campiotti - Film TV (2002) (collaborazione e brani inseriti in colonna sonora[35])
- Sotto falso nome, regia di Roberto Andò (2004) (collaborazione[36])
- Le stagioni del cuore, regia di Antonello Grimaldi - Serie TV (2004) (brani inseriti in colonna sonora[37])
- La vita che vorrei, regia di Giuseppe Piccioni (2004) (collaborazione[37])
- Grandi domani, regia di Vincenzo Terracciano - Serie TV (2005) (brani inseriti in colonna sonora[37])
- La città che Hitler regalò agli Ebrei, regia di Alessandro Serra - Documentario (2006) (brani inseriti in colonna sonora[37])
- L'onore e il rispetto, regia di Salvatore Samperi - Serie TV (2006) (brani inseriti in colonna sonora[37])
- Un filo intorno al mondo, regia di Sophie Chiarello (2006) (colonna sonora originale[37])
- L'Italia chiamò - Documentario (2008) (brani inseriti in colonna sonora[38])
- Il peccato e la vergogna, regia di Luigi Parisi - Serie TV (2010) (brani inseriti in colonna sonora[37])
- La banda dei Babbi Natale, regia di Paolo Genovese (2010) (brani inseriti in colonna sonora[37])